# Hugh O'Neill, 2:e earl av Tyrone

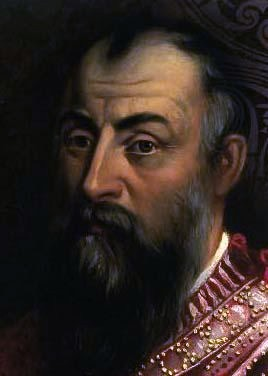
Hugh O'Neill

Hugh O'Neill (irisk namnform: Aodh Mór Ó Néill), född cirka 1540, död 20 juli 1616, var 2:e earl av Tyrone. Tyrones levnad kom att präglas av Elisabet I:s återerövringspolitik gentemot Irland, och han har främst blivit bekant i historien på grund av att han ledde motståndet mot England under nioårskriget, då han lyckades bygga upp det starkaste hotet mot den engelska överhögheten sedan Silken Thomas revolt under 1530-talet.

## Tyrones tidiga liv
Hugh O'Neill var andre son till Matthew O'Neill. Denne var i sin tur illegitim son till Conn O'Neill, 1:e earl av Tyrone. Då irländsk lag accepterade illegitima arvingar till gods och titlar om arvingarna bara erkänts av fadern, vilket Conn O'Neill gjort i Matthews fall, tillhörde alltså Hugh O'Neill ättens huvudgren. Familjens rätt till titeln hade även erkänts av engelsmännen. När Shane O'Neill, en yngre halvbror till Matthew O'Neill, utmanade Matthews rätt till titeln earl av Tyrone, ledde detta till att Matthew mördades av Shanes anhängare. Matthews familj fick då stöd för sina anspråk av Elisabets I:s representanter i Dublin.
När även Hugh O'Neills äldre bror Brian mördades 1562 fick Hugh ärva titeln Earl av Tyrone, fortfarande uppbackad av engelsmännen som på detta sätt sökte så split inom klanen O'Neill.
Det har ibland påståtts att Hugh O'Neill (fortsättningsvis enbart kallad Tyrone) uppfostrades i England. Modern forskning har dock visat att han uppfostrades på Irland, i Plane, av familjen Hovenden. När Shane O'Neill avled kunde dock Tyrone återvända till Ulster 1567. Han gjorde detta under beskydd av sir Henry Sidney, som var Elisabets ståthållare (lord deputy) på Irland. Det engelska stödet till Tyrone var en del av Elisabets irlandspolitik, där England sökte bygga upp en bas av lojala, inhemska ”chieftains” (klanledare). Tyrone ställde också upp och visade sin lojalitet då han slogs för kronan mot sina egna landsmän till exempel när Gerald Fitzgerald gjorde uppror 1580, men blev besegrad av den engelska armén.
Som tack för visad lojalitet kallades Tyrone att sitta i parlamentet i Dublin, och 1587, efter att ha besökt Elisabet vid hovet i London, beviljades han rätten till utökade landarealer som tidigare tillhört Conn O'Neill. Tyrones växande inflytande och rikedomar innebar att han kom att bli den mäktigaste lorden i Ulster.

## Karriär
Tyrones huvudmannaskap för ätten O'Neill, och den makt som hörde samman med detta, utmanades vid flera tillfällen. Tyrone mutade därför, i enlighet med den rådande politiska kulturen, ledande personer både på Irland och i England för att konsolidera sin ställning. Trots att han kontinuerligt backats upp av England, förefaller han att ha varit osäker på huruvida hans ställning var bäst betjänt av lojalitet med England, eller med sina egna landsmän. Tyrones lojaliteter blev alltmer blandade allteftersom England sökte befästa sin makt i Ulster.
Under tidigt 1590-tal utsågs Henry Bagenal till högste representant för det engelska styret i Ulster. Tyrone lyckades göra sig osams med Bagenal genom att rymma med hans syster, Mabel, men visade åter sin lojalitet mot kronan genom att slåss på Englands sida, tillsammans med sin svåger Bagenal, mot ännu ett lokalt irländskt uppror 1593. När Mabel avled ledde detta dock till att Tyrone ytterligare bröt med sin lojalitet mot England, och istället började söka stöd från Englands fiender; Spanien och Skottland. 1595 skickades sir John Norris till Irland för att med våld tvinga Tyrone till underkastelse, men Tyrone lyckades förskanska sig på Blackwater Fort innan Norris kunde göra sig stridsklar. Tyrone utropades då som förrädare, vilket ledde till krig; det s.k. Nioårskriget.

## Nioårskriget
Tyrones strategi var att bygga upp en inhemsk armé som skulle kämpa med lojalitet som drivkraft. Under denna tid var det annars vanligare med arméer bestående av inhyrda, utländska, legosoldater. För att åstadkomma detta använde sig Tyrone av en listig strategi; Elisabet I hade givit Tyrone tillstånd att upprätta en mindre beväpnad styrka, i storlek ungefär som ett kompani. När ett sådant kompani var färdigtränat bytte Tyrone i lönn ut soldaterna mot nya män som kunde tränas upp. Genom att sätta detta i system kunde Tyrone bygga upp en stor och vältränad armé. Tyrone fick även stöd i form av vapen och andra medel från Spanien och Skottland. Som en följd av detta kunde Tyrone ge engelsmännen en rejäl chock då han med sin stora och välförsedda armé lyckades besegra sina engelska motståndare vid slaget vid Clontibret. Tyrone, och de klanhövdingar som följde honom, erbjöd sedan Filip II av Spanien den irländska kronan, vilket Filip dock avböjde.
Under de följande åren beslagtog den engelske ståthållaren sir William Russell delar av en brevväxling mellan Tyrone och den spanske kungen. Av dessa brev framgick att Tyrone och hans anhängare sökte framställa sig som förkämpar för den katolska kyrkan och att de hävdade att de av religiösa skäl inte kunde se sig som bundna av lojalitet mot en protestantisk drottning. Den djupt religiöse Filip förefaller ha uppskattat detta argument och Tyrone erhöll också kontinuerligt spanskt stöd. Samtidigt förespeglade dock Tyrone de engelska myndigheterna att det fanns en möjlighet att han skulle återuppta sin lojalitet gentemot den engelska kronan. Med hjälp av detta dubbelspel lyckades Tyrone avhålla England från att utmana hans styre i Ulster under två år. 
1598 utfärdade Elisabet en amnesti för hans tidigare förseelser till Tyrone. Det dröjde dock bara ett par månader innan Tyrone valde att åter resa sig mot kronan, och han lyckades besegra engelsmännen i slaget vid Yellow Ford den 14 augusti. I detta slag omkom Tyrones tidigare svåger Henry Bagenal, och det betraktas som en av Englands svåraste förluster på Irland. Hade Tyrone fått tillräcklig uppbackning av sina utländska allierade är det möjligt att han hade kunnat fullfölja sin seger, och på så sätt bryta det engelska styret på Irland. Ytterligare resurser lät dock vänta på sig, varför engelsmännen hann samla sig på nytt.
Åtta månader efter slaget vid Yellow Ford anlände en ny engelsk ståthållare till Irland; Robert Devereux, 2:e earl av Essex. Med sig hade Essex den största invasionsarmé England någonsin lyckats åstadkomma, bestående av mer än 17 000 man. Trots sin överlägsna styrka valde Essex att inte gå i direkt konfrontation med Tyrone, utan att istället ägna sig åt mindre, ofta misslyckade, expeditioner och skärmytslingar varefter han valde att kalla Tyrone till underhandlingar om fred. Den 7 september 1599 möttes Essex och Tyrone, och de slöt en fred som gav mycket generösa villkor åt Tyrone. Essex återvände sedan, utan att be om tillstånd, till Elisabet. Drottningen var mycket missbelåten med Essex agerande på Irland, varför Essex försökte göra en revolt i London och ta Towern i besittning. Han misslyckades dock och avrättades den 25 februari 1601.
För drottning Elisabet var situationen på Irland mycket besvärlig, då hon samtidigt var tvungen att avsätta resurser för att handskas med de ansträngda relationerna till Spanien. Tyrone fick fortfarande kontinuerligts stöd av Filip II, och sanktionerades även av påven, Klemens VIII.
År 1600 lyckades dock Elisabets nya ståthållare Charles Blount, 1:e earl av Devon, lord Mountjoy, åstadkomma ett militärt och strategiskt genombrott på Irland. Tyrone tvingades retirera, och engelsmännen satte ett pris på hans huvud. I oktober 1601 anlände de sedan länge utlovade spanska trupperna som skulle hjälpa Tyrone under ledning av Don Juan de Aguila. Spanjorerna beslagtog staden Kinsale på södra Irland, där de belägrades av de engelska trupperna. Tyrone och hans allierade klanhövding O'Donnell fick snabbt bege sig från norra Irland för att komma de spanska trupperna till undsättning. Tack vare att Tyrones anhängare som en följd av detta tröttades ut, samt p.g.a. dåliga möjligheter till kommunikation mellan irländarna och spanjorerna, lyckades de av dysenteri och utmattning försvagade engelska trupperna besegra fienden. Tyrones män skingrades, och den spanske kommendanten tvingades kapitulera. Detta satte effektivt punkt för Tyrones möjligheter att vinna kriget.
O'Donnell åkte till Spanien för att söka nytt stöd från den spanske kungen. Han avled dock snart efter sin ankomst i Spanien. Tyrone återvände till norra Irland, där han återupptog sin tidigare strategi att beväpnat försvara sina landområden samtidigt som han sökte benådning från de engelska myndigheterna. Tidigt 1603 beordrade Elisabet Mountjoy att inleda förhandlingar med Tyrone och övriga irländska lorder. Detta ledde till att Tyrone kapitulerade till Mountjoy i april 1604. Vid det laget hade Elisabet avlidit, men Mountjoy hade lyckats dölja detta faktum från Tyrone tills förhandlingarna var över.

## Fred och flykt
Tyrone åtföljde Mountjoy till Dublin där han fick höra att kung Jakob VI av Skottland efterträtt Elisabet på Englands tron som Jakob I av England. I juni 1604 begav sig Tyrone till Jakob I:s hov tillsammans med den nye huvudmannen för klanen O'Donnell. I London blev engelsmännen mycket irriterade över att den nye kungen vänligt tog emot dessa ökända irländska rebeller. Kungen bekräftade Tyrones rätt till både egendom och titlar. När Tyrone återvände till Irland dröjde det dock inte länge förrän Jakob I började driva en politik som gick ut på att med hjälp av uråldrig lagstiftning söka beröva Tyrone både land och earl-titeln.
Som en följd av detta gick Tyrone, i sällskap med O'Donnell, i landsflykt 1607. De begav sig först till Nederländerna, men slog sig senare ner i Rom där de välkomnades av påven Paul V. O'Donnell dog samma år. Tyrone fortsatte att planera för en återkomst till Irland, antingen genom att få en amnesti från Jakob I, eller genom att få väpnat stöd från Filip III av Spanien. Han hann dock inte sätta dessa planer i verket innan han avled år 1616.
Tyrone hann vara gift fyra gånger, och hade en stor mängd både legitima och illegitima barn. En av sönerna, Sean (John) O'Neill erkändes av Filip III av Spanien som den nye earlen av Tyrone efter faderns död. Denne son kom att ägna sitt liv åt att tjäna Spanien i Spanska Nederländerna.